# Heinz Schanz
Heinz Schanz (* 21. März 1927 in Genkingen, heute Sonnenbühl; † 11. Oktober 2003 in Karlsruhe) war ein deutscher Maler.

## Leben
Schanz wurde zunächst als Zimmermann ausgebildet und zog 1954 mit seinem Lehrer HAP Grieshaber und der bei Haigerloch gegründeten Bernsteinschule nach Karlsruhe. 1956 bis 1960 studierte er an der Karlsruher Akademie der Bildenden Künste in einer Klasse, aus der auch bekanntere Künstler wie Hans Baschang, Walter Stöhrer und Horst Antes hervorgingen. Dort lernte er auch seine spätere Frau Else Winnewisser kennen.
Die Urheberschaft der „Kopffüßler“-Plastiken, mit denen Horst Antes bekannt wurde, war in der sogenannten „Karlsruher Schule“ lange umstritten und wurde von einigen Heinz Schanz zugeschrieben. Mit der Neuen Figuration kehrten in den 1960ern, nach einer Phase völliger Ungegenständlichkeit, wieder Gesichter und menschliche Gestalten in die Malerei zurück.
Heinz Schanz gilt als einer der prägenden Künstler für die südwestdeutsche Malerei der Nachkriegszeit. Bekannt ist Hans Baschangs Rede „Unser aller Vater.“

„Noch vor der Wiederentdeckung einer emotionalen und expressiven Malerei hatte Schanz deren Qualitäten unauffällig bewahrt und lebendig gehalten. […] Der Endzustand eines Bildes ist bei ihm schon immer schwierig zu beschreiben gewesen.“

## Auszeichnungen und Stipendien
- 1977: Villa-Romana-Preis (Florenz)
- 1978: Stipendium der Villa Massimo (Rom)
- 1990: Kunstpreis der Stadt Stuttgart
- 1993: Oberschwäbischer Kunstpreis